# Trentepohlia solomonensis
Trentepohlia solomonensis är en tvåvingeart som beskrevs av Alexander 1936. Trentepohlia solomonensis ingår i släktet Trentepohlia och familjen småharkrankar. Inga underarter finns listade i Catalogue of Life.